# 2002年日本

## 政府
- 天皇：明仁
- 內閣總理大臣：小泉純一郎

## 大事記
- 5月8日——5名朝鲜北逃人士企图闯入日本驻沈阳领事馆，被中国武警阻拦，引发中日外交冲突。